# Городище Біла VIII
Городище Біла VIII — пам'ятка археології місцевого значення в Чортківському районі Тернопільської області. Розташована в центральній частині села, на мисовидному виступі гори «Малинова».
Внесено до Переліку пам'яток археології місцевого значення (охоронний номер 4569-Тр).

## Відомості
У 2011 р. городище відкрив та дослідив В. Добрянський. Поселення також обстежував працівник Тернопільської обласної інспекції охорони пам’яток В.Ільчишин. Під час обстеження пам’ятки виявлено старожитності XIV-XV ст.